# Contrarrelógio elite feminina no Campeonato Mundial de Estrada de 2020
A Contrarrelógio individual feminina no Campeonato Mundial de Estrada de 2020 disputou-se em Imola (Itália) a 24 de setembro de 2020 sobre um percurso de 31,7 quilómetros, baixo a organização da União Ciclista Internacional (UCI).
Depois de ter conseguido a medalha de prata em quatro das cinco edições anteriores, a neerlandesa Anna van der Breggen proclamou-se campeã do mundo da especialidad pela primeira vez em sua corrida. A medalha de prata foi para a suíça Marlen Reusser e a de bronze para a também neerlandesa Ellen van Dijk.

## Percorrido
O percurso foi de 31,7 quilómetros com início e final no famoso Autodromo Enzo e Dino Ferrari (palco de várias etapas finais do Giro d'Italia), logo as ciclistas percorrerão por um circuito maioritariamente planos com mal 200 metros de desnivel num percurso que, a priori, deveria beneficiar às grandes especialistas.

## Selecções participantes
Tomaram parte da contrarrelógio individual feminina um total de 51 ciclistas de 39 nações.
| Equipes nacionais (38)- Argentina - Austrália - Áustria - Barbados - Bielorrússia - Bélgica - Canadá - Chile - Cuba - Chéquia - Dinamarca - Etiópia - França - Alemanha - Grã-Bretanha - Islândia - Israel - Itália - Japão - Letónia - Lituânia - Luxemburgo - México - Marrocos - Países Baixos - Nova Zelândia - Polónia - Rússia - Sérvia - Eslovénia - África do Sul - Espanha - Suécia - Suíça - Trindade e Tobago - Ucrânia - Estados Unidos - Uzbequistão |
| |

## Classificação final
- As classificações finalizaram da seguinte forma:[7]

| \| Classificação geral \| Classificação geral \| Classificação geral \| Classificação geral \| Classificação geral \| \| Ciclista \| Ciclista \| Equipe \| Tempo \| \| \| ------------------- \| -------------------- \| ------------------- \| ------------------- \| ------------------- \| \| 1. \| Anna van der Breggen \| Países Baixos \| 40m20s \| \| \| 2. \| Marlen Reusser \| Suíça \| + 15s \| \| \| 3. \| Ellen van Dijk \| Países Baixos \| + 31s \| \| \| 4. \| Lisa Brennauer \| Alemanha \| + 45s \| \| \| 5. \| Grace Brown \| Austrália \| + 1m01s \| \| \| 6. \| Amber Neben \| Estados Unidos \| + 1m20s \| \| \| 7. \| Emma Norsgaard \| Dinamarca \| + 1m22s \| \| \| 8. \| Mieke Kröger \| Alemanha \| + 1m31s \| \| \| 9. \| Lauren Stephens \| Estados Unidos \| + 1m43s \| \| \| 10. \| Vittoria Bussi \| Itália \| + 1m46s \| \| \| 11. \| Audrey Cordon-Ragot \| França \| + 1m53s \| \| \| 12. \| Georgia Williams \| Nova Zelândia \| + 2m16s \| \| \| 13. \| Eugenia Bujak \| Eslovénia \| + 2m20s \| \| \| 14. \| Anna Plichta \| Polónia \| + 2m21s \| \| \| 15. \| Elizabeth Banks \| Grã-Bretanha \| + 2m23s \| \| \| 16. \| Alena Amialiusik \| Bielorrússia \| + 2m28s \| \| \| 17. \| Juliette Labous \| França \| + 2m30s \| \| \| 18. \| Anna Kiesenhofer \| Áustria \| + 2m30s \| \| \| 19. \| Alice Barnes \| Grã-Bretanha \| + 2m33s \| \| \| 20. \| Mikayla Harvey \| Nova Zelândia \| + 2m33s \| \| |                      |                |         |
| |                      |                |         |
| Fonte: ProCyclingStats |                      |                |         |
| Classificação geral |                      |                |         |
| Ciclista | Ciclista             | Equipe         | Tempo   |
| 1. | Anna van der Breggen | Países Baixos  | 40m20s  |
| 2. | Marlen Reusser       | Suíça          | + 15s   |
| 3. | Ellen van Dijk       | Países Baixos  | + 31s   |
| 4. | Lisa Brennauer       | Alemanha       | + 45s   |
| 5. | Grace Brown          | Austrália      | + 1m01s |
| 6. | Amber Neben          | Estados Unidos | + 1m20s |
| 7. | Emma Norsgaard       | Dinamarca      | + 1m22s |
| 8. | Mieke Kröger         | Alemanha       | + 1m31s |
| 9. | Lauren Stephens      | Estados Unidos | + 1m43s |
| 10. | Vittoria Bussi       | Itália         | + 1m46s |
| 11. | Audrey Cordon-Ragot  | França         | + 1m53s |
| 12. | Georgia Williams     | Nova Zelândia  | + 2m16s |
| 13. | Eugenia Bujak        | Eslovénia      | + 2m20s |
| 14. | Anna Plichta         | Polónia        | + 2m21s |
| 15. | Elizabeth Banks      | Grã-Bretanha   | + 2m23s |
| 16. | Alena Amialiusik     | Bielorrússia   | + 2m28s |
| 17. | Juliette Labous      | França         | + 2m30s |
| 18. | Anna Kiesenhofer     | Áustria        | + 2m30s |
| 19. | Alice Barnes         | Grã-Bretanha   | + 2m33s |
| 20. | Mikayla Harvey       | Nova Zelândia  | + 2m33s |

## UCI World Ranking
A contrarrelógio individual feminina outorgou pontos para o UCI World Ranking Feminino para corredoras das equipas nas categorias UCI Team Feminino. A seguintes tabela são o barómetro de pontuação e as 10 corredoras que obtiveram mais pontos:
| Posição   | 1.ª | 2.ª | 3.ª | 4.ª | 5.ª | 6.ª | 7.ª | 8.ª | 9.ª | 10.ª | 11.ª | 12.ª | 13.ª | 14.ª | 15.ª | 16.ª | 17.ª-20.ª | 21.ª-25.ª |
| Pontuação | 350 | 250 | 200 | 150 | 125 | 100 | 85  | 70  | 60  | 50   | 40   | 30   | 25   | 20   | 15   | 10   | 5         | 3         |

| Classificação |                          |                |        |
| Posição       | Ciclista                 | País           | Pontos |
| ------------- | ------------------------ | -------------- | ------ |
| 1.ª           | Anna van der Breggen     | Países Baixos  | 350    |
| 2.ª           | Marlen Reusser           | Suíça          | 250    |
| 3.ª           | Ellen van Dijk           | Países Baixos  | 200    |
| 4.ª           | Lisa Brennauer           | Alemanha       | 150    |
| 5.ª           | Grace Brown              | Austrália      | 125    |
| 6.ª           | Amber Neben              | Estados Unidos | 100    |
| 7.ª           | Emma Norsgaard Jørgensen | Dinamarca      | 85     |
| 8.ª           | Mieke Kröger             | Alemanha       | 70     |
| 9.ª           | Lauren Stephens          | Estados Unidos | 60     |
| 10.ª          | Vittoria Bussi           | Itália         | 50     |